# Regenjas

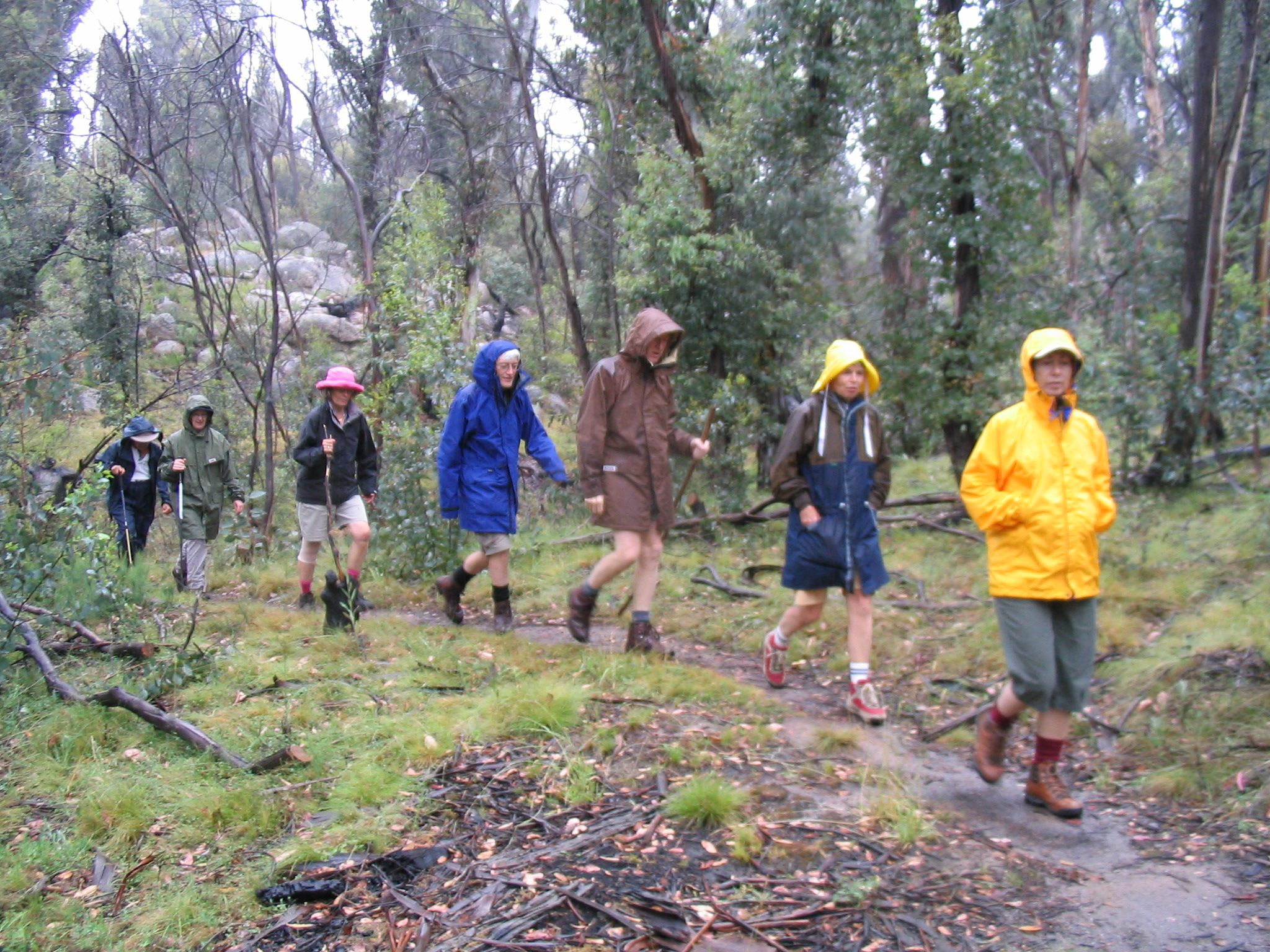
In regenjassen gehulde wandelaars.

Een regenjas is een waterdichte overjas. Hij is bedoeld als bescherming tegen regen. Aan een regenjas zit soms een capuchon. Naast de regenjas zijn ook de regencape of de regenponcho in gebruik.
Het patent op de eerste waterproof regenjas, gemaakt uit waterafstotende stof gehecht aan rubber, is uit 1823 en staat op naam van Charles Macintosh (1766-1843), een Schots chemisch industrieel en entrepreneur. Deze regenjas stond in de volksmond bekend als de mackintosh (ter onderscheiding geschreven met een extra k). Een waterdichte regenjas heeft een waterdichtheid van minimaal 5000 mm per cm². 

## Wetenswaardigheden
- Tegenwoordig wordt een Macintosh meer met een computer vereenzelvigd.
- Het condoom wordt wel eufemistisch een regenjas(je) genoemd.